# Fire Knock Out
De FKO Fire Knock Out is een zelfwerkende brandblusser, die zowel preventief als voor actieve brandbestrijding kan worden toegepast. Het bijzondere aan deze brandblusser is dat het systeem ook preventief opgesteld kan worden en zonder menselijke tussenkomst toegepast wordt. In die zin functioneert het meer als een sprinkler.

## Werking
Het apparaat treedt automatisch in werking bij aanraking met open vuur. Aan het apparaat is een lont bevestigd, die bij vlamvatten een klein explosief in de container ontsteekt. Hierdoor splijt de container, die een blusvloeistof bevat, open. De blusvloeistof wordt verneveld en neemt voor korte tijd de zuurstof in de nabijheid van het apparaat weg, terwijl de stoomvorming de vuurhaard afkoelt. Brandvertragende stoffen in de vloeistof beperken de kans op herontsteking. Het systeem tracht dus alle drie elementen uit de branddriehoek al dan niet tijdelijk weg te nemen.

## Toepassing
Het apparaat kan preventief worden aangebracht in woningen, bedrijfsruimtes, caravans of bijvoorbeeld onder de motorkap van een auto. Daarnaast is er een uitvoering met handvat waarmee de professionele brandbestrijder deze kan inzetten bij een brand.